# Sala delle Udienze del Collegio del Cambio

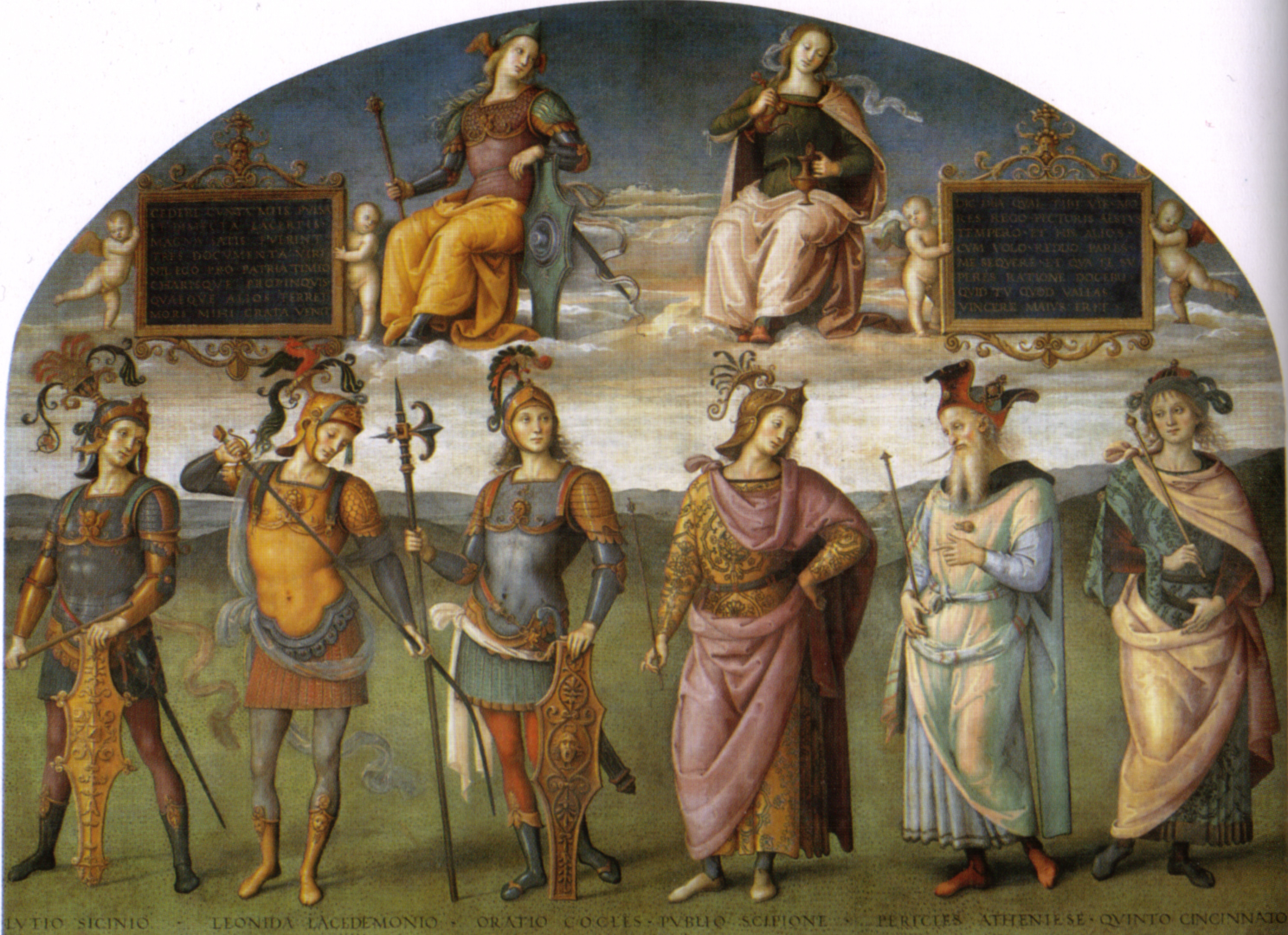
Fortezza e Temperanza sopra sei eroi antichi

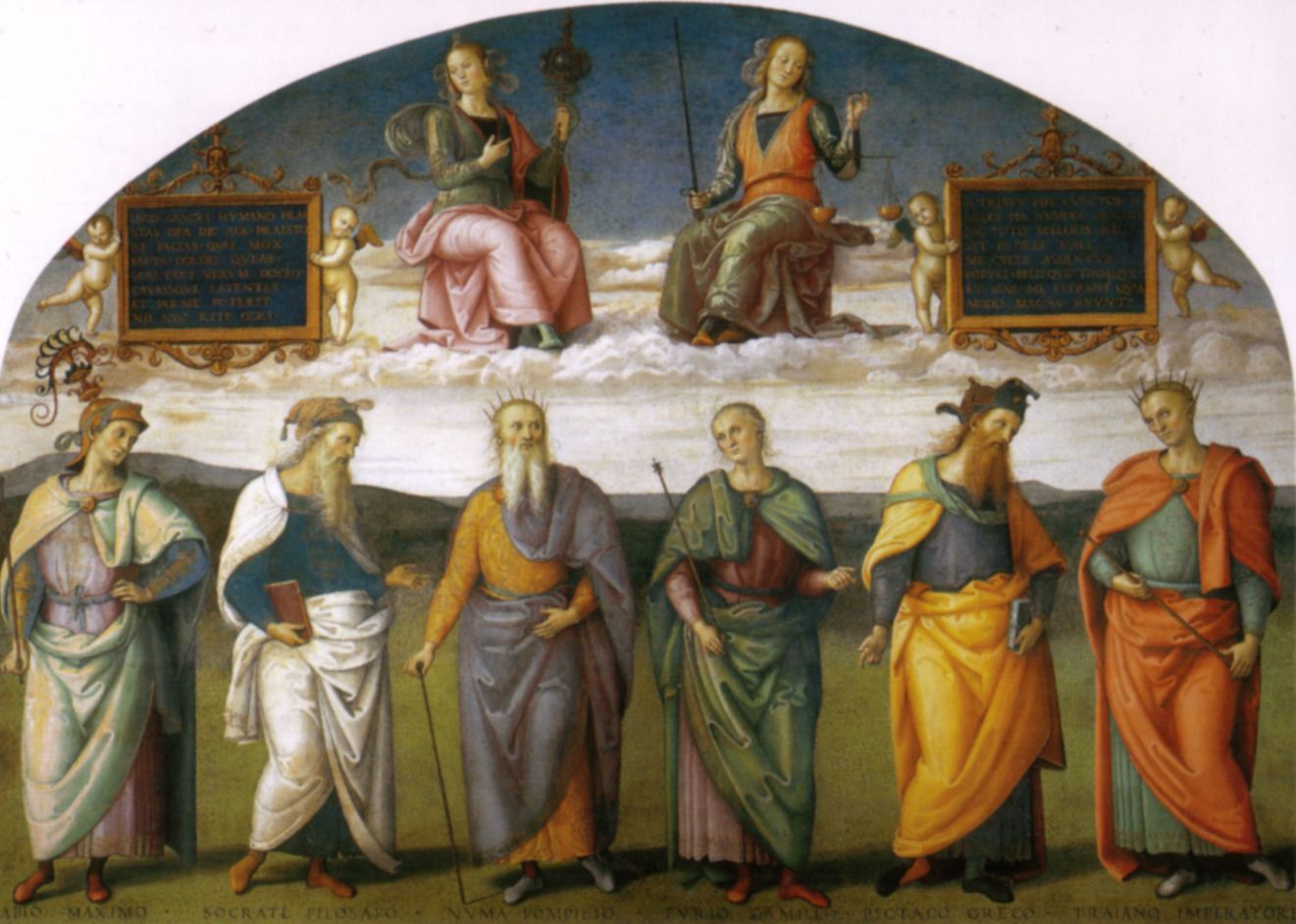
Prudenza e Giustizia sopra sei savi antichi

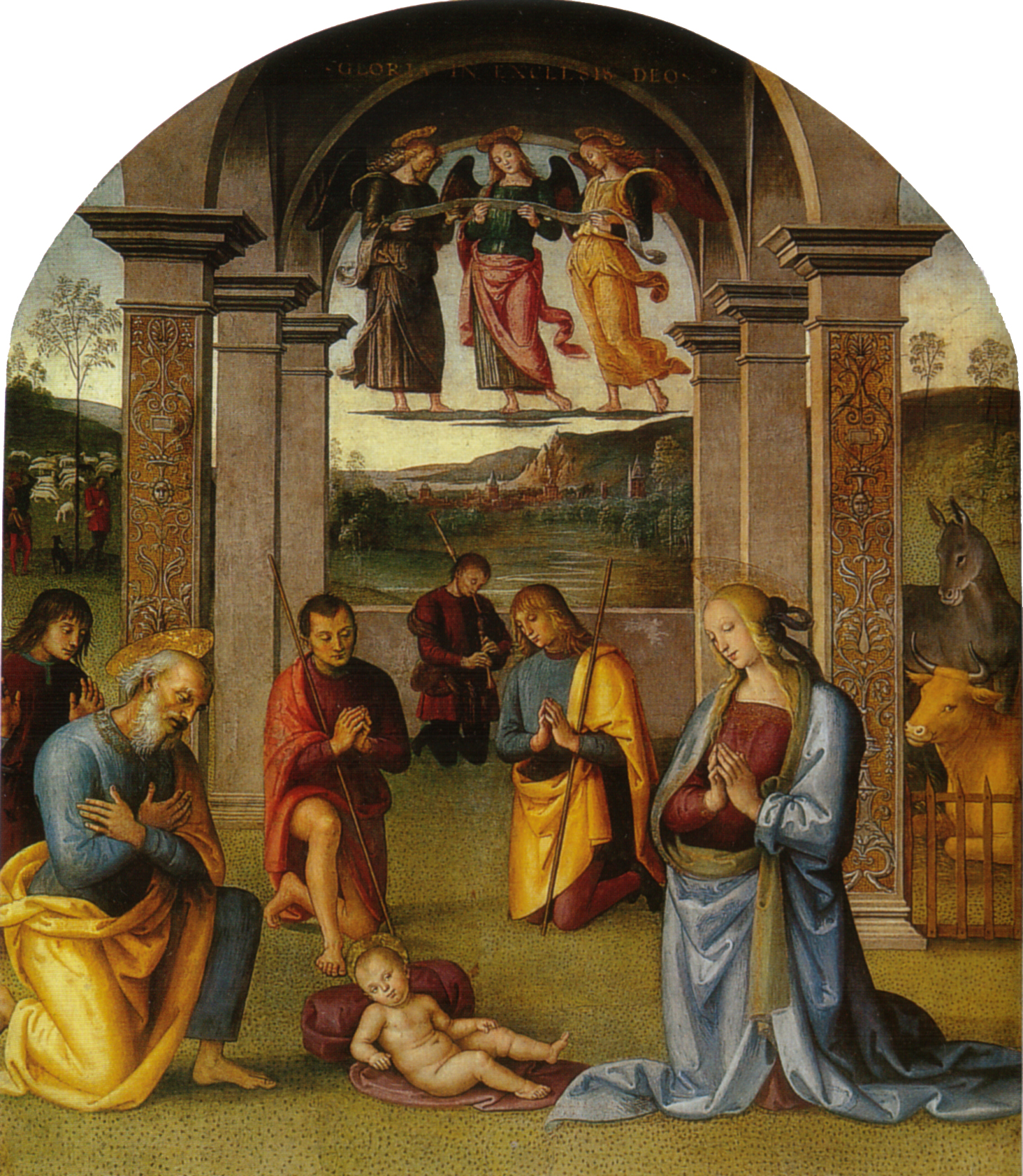
Natività o Adorazione del Bambino

La Sala delle Udienze del Collegio del Cambio a Perugia era il salone principale della sede dell'Arte del Cambio locale. Si tratta di un salone monumentale famoso soprattutto per un ciclo di affreschi dipinto da Pietro Perugino (1496-1500) all'apice della sua carriera. Si tratta del capolavoro dell'artista e uno dei massimi traguardi della pittura italiana alle soglie del XVI secolo.

## Storia
L'Arte del Cambio aveva ricevuto l'autorizzazione di stabilirsi in alcuni locali a un'estremità del palazzo dei Priori a partire dal 1452. Fino al 1457 ebbero luogo lavori architettonici di adattamento e sistemazione degli ambienti.
Nel 1496 venne deciso di affidare la decorazione della Sala delle Udienze, luogo delle riunioni e centro delle attività commerciali della corporazione, al Perugino, artista tra i più richiesti in Italia, responsabile contemporaneamente sia di una bottega a Firenze che a Perugia; egli in quel periodo si trovava infatti a Perugia al lavoro per il Polittico di San Pietro. Il contratto siglato quell'anno reca la data 26 gennaio. Perugino vi lavorò soprattutto dal 1498 e terminò il ciclo nel 1500, con ricorso ad aiuti come richiedeva un'impresa decorativa del genere. Tra di essi spiccavano Andrea d'Assisi, il Fantasia e forse il giovane Raffaello, magari alla figura della Fortezza e nel volto di Salomone.
Il saldo del pagamento avvenne l'11 giugno 1507 per un totale di 350 ducati d'oro. Le pitture, come in voga a quell'epoca, si integravano in un omogeneo programma iconografico con le altre decorazioni, come gli arredi lignei predisposti da Domenico del Tasso tra il 1491 e il 1493, in cui si trova una dei più antichi esempi conosciuti di decorazione a grottesche su supporto ligneo. Le imposte delle porte vennero invece realizzate da Antonio Bencivenni da Mercatello entro il 1501.
Vasari lodò ampiamente il ciclo: "Quest'opera, che fu bellissima e lodata più che alcun'altra che da Pietro fusse in Perugia lavorata, è oggi dagl'uomini di quella città, per memoria d'un sì lodato artefice della patria loro, tenuta in pregio".

## Descrizione
Il tema del ciclo è la concordanza fra sapienza pagana e sapienza cristiana, elaborato dall'umanista Francesco Maturanzio. Tra le fonti iconografiche a cui il pittore si ispirò ci furono il ciclo degli Uomini illustri della sala del Giglio in Palazzo Vecchio a Firenze, opera di Domenico Ghirlandaio (1481-1485), e gli affreschi di palazzo Trinci a Foligno.
La volta, tra grottesche, presenta una serie di divinità/pianeti.

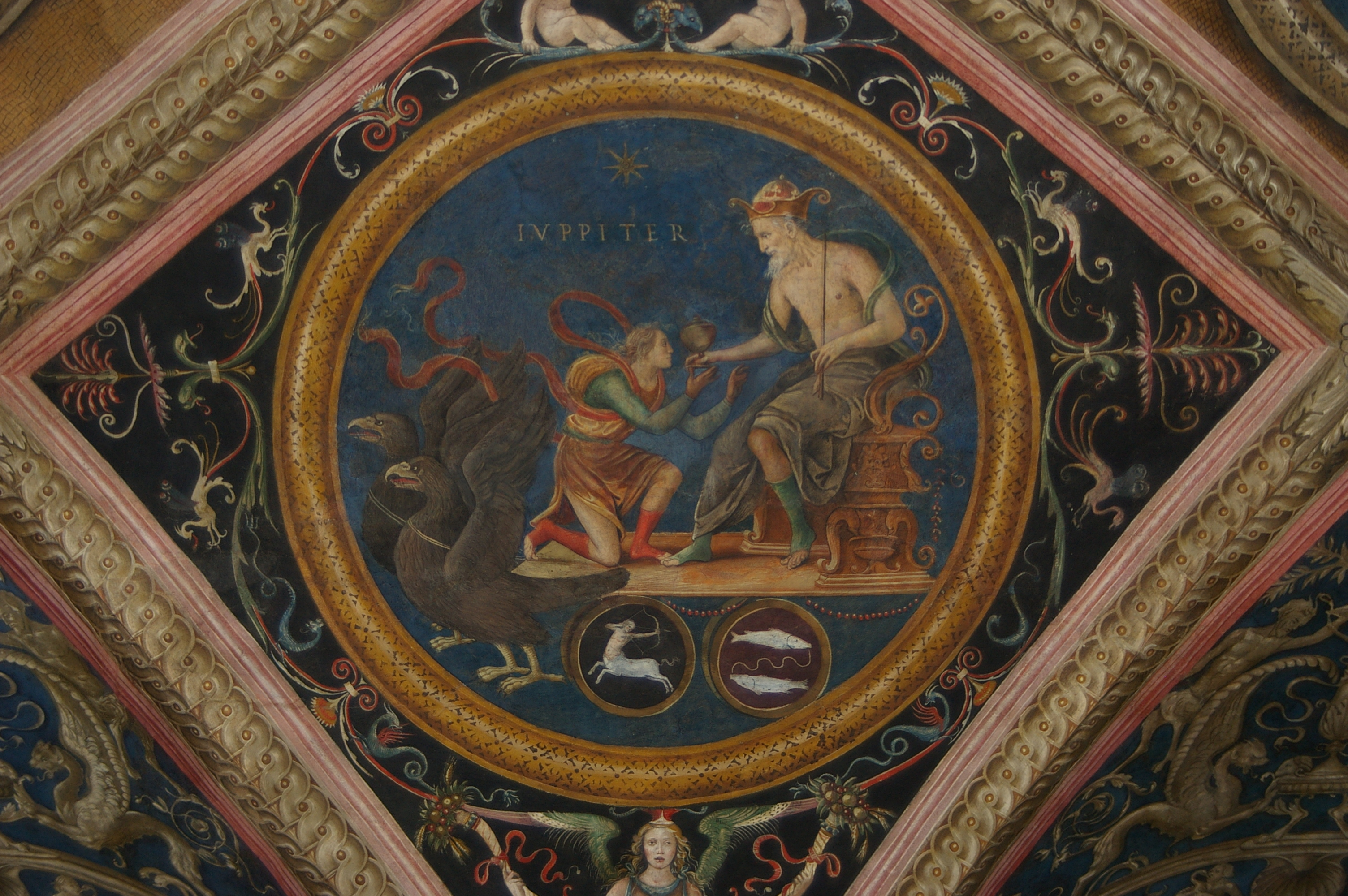
Giove, volta della sala delle Udienze

Il programma decorativo delle lunette ruota attorno al trionfo delle quattro Virtù cardinali, incarnate in una serie di figure esemplari dell'antichità, e delle tre Virtù teologali, a cui fanno riferimento i tre episodi della vita di Cristo.
Alla parete destra si trova la figura isolata di Catone, simbolo di saggezza. Nella prima lunetta la Prudenza e Giustizia sopra sei savi antichi. Sul pilastro divisorio si trova l'Autoritratto di Perugino con l'iscrizione dedicatoria. La seconda lunetta presenta la Fortezza e Temperanza sopra sei eroi antichi.
La parete di fondo ha le lunette della Trasfigurazione e della Natività. Sulla parete destra Dio Padre in gloria tra angeli e cherubini  sopra un gruppo con profeti e sibille''. Il pilastro successivo contiene una cartella tra grottesche con la data di completamento dell'impresa: "Anno Salut. MD".

### Volta

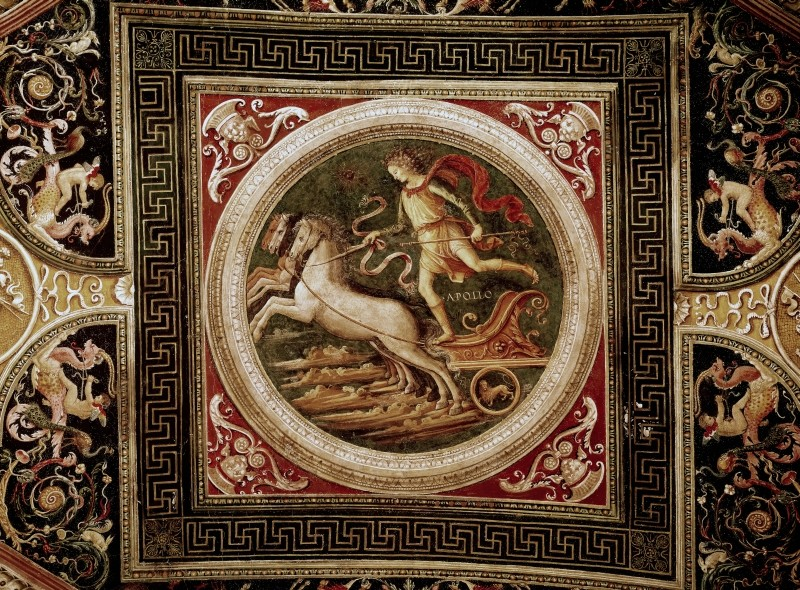
Apollo, volta della sala delle Udienze

Come di consueto la decorazione dovette avviare dalla volta a padiglione, che venne dipinta a tempera, forse perché il maestro la trovò già intonacata, accelerando notevolmente i tempi di esecuzione. Sei spicchi triangolari circondano la vela centrale a forma di losanga; in ciascuno di essi si trova la personificazione di un Dio/Pianeta legato ai segni zodiacali e raffigurato su un carri trionfali trainati da vari animali, tra citazioni colte. Vi si vedono Saturno, Giove e Marte al di sopra della parete di fondo, Apollo/Sole al centro, Mercurio, Diana/Luna e Venere sopra la parete della finestra.
Tra queste raffigurazioni figurate si trova poi una fitta decorazione fantastica, in cui si trovano putti a cavallo di capre e pantere, satiri, arpie, mascheroni e gruppi erotici, ripresi anche nei decori lignei sottostanti. Se i disegni della volta sono attribuibili al maestro, l'esecuzione venne in larga parte completata da due collaboratori diversi, in tutta probabilità il Pastura e Andrea d'Assisi detto l'Ingegno. Si tratta comunque di opere di grande equilibrio e qualità, che confermano una continua supervisione del Perugino che non permise cedimenti. Apollo-Sole, al centro della volta, incarna la funzione di reggente del tempo. Secondo la tradizione rinascimentale, mutuata dai Trionfi di Francesco Petrarca, le divinità planetarie sono raffigurate su carri trainati da animali reali e fantastici.

### Trasfigurazione

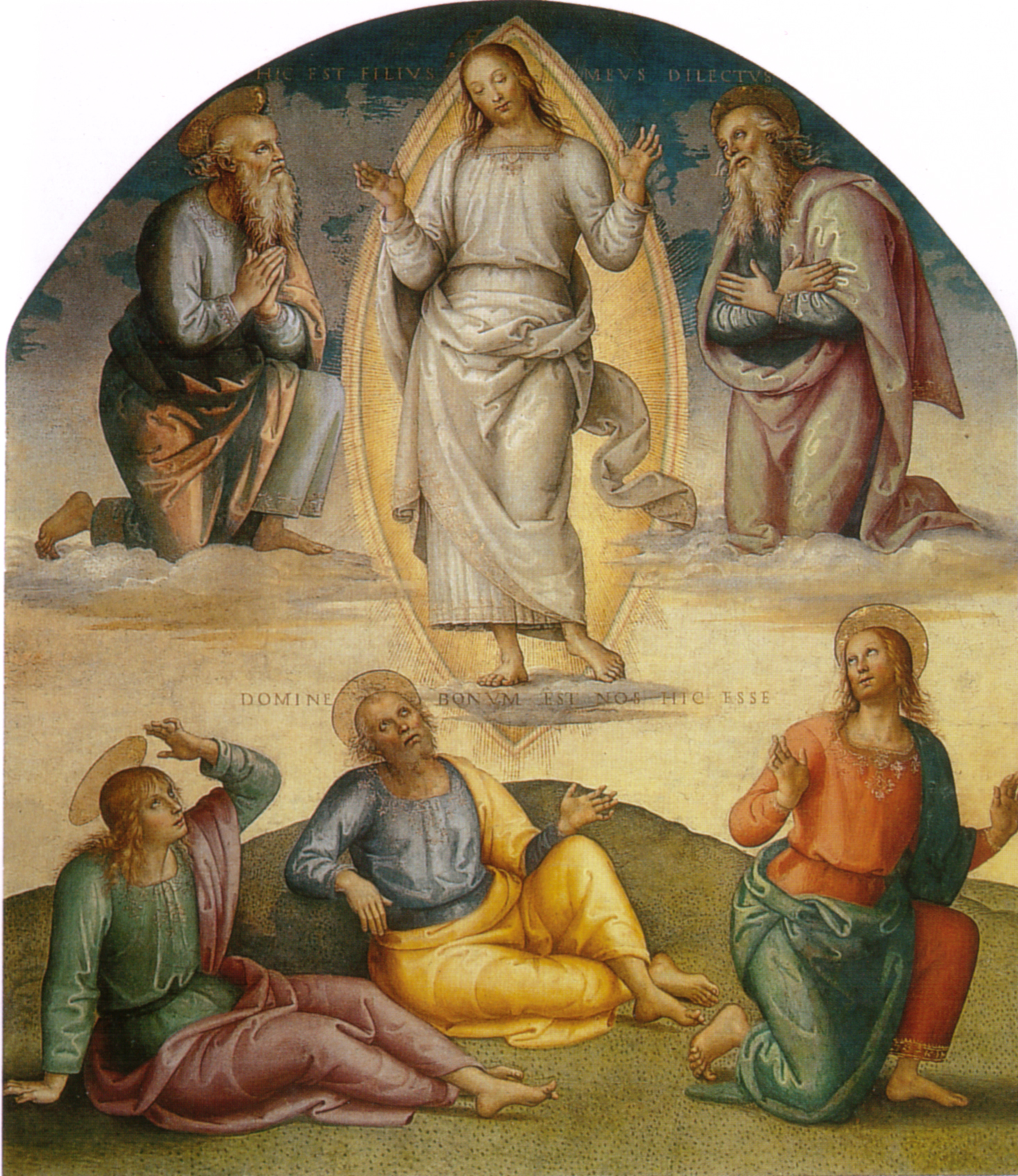
Trasfigurazione di Cristo

La decorazione proseguì con i cinque lunettoni che occupano la metà superiore delle pareti e sono incorniciati da un sottile fregio a monocromo e pilastrini con grottesche.
La Trasfigurazione (226x229 cm), ambientata sul monte Tabor, simboleggiava la virtù della Fede. Lo schema dell'affresco riprende numerose altre opere di Perugino in cui la divinità è rappresentata in una mandorla che fluttua sopra un registro inferiore, in questo caso i tre apostoli Giovanni, Pietro e Giacomo maggiore, che appaiono moderatamente sorpresi dalla rivelazione della natura divina di Gesù. Ai lati del Cristo si trovano le consuete apparizioni dei profeti Mosè e Isaia, raffigurati in ginocchio in posizioni oranti. Alle estremità della mandorla corrono le iscrizioni: HIC EST FILIVS MEVS DILECTVS e DOMINE BONVM EST NOS HIC ESSET.
Di grandissima finezza sono le teste dei tre apostoli, con la plasticità dei corpi piuttosto marcata. Nel volto di san Giacomo, con le masse di colore che assumono quasi un valore plastico e il particolare modo di delimitare le parti in luce e quelle in ombra, si è voluta vedere la mano del giovane Raffaello.

### Natività
La Natività o Adorazione del Bambino (264x225 cm) sintetizza un'allegoria della Carità. Anche in questo caso la scena è impostata attingendo al repertorio dei lavori precedenti dell'artista, in particolare la perduta Natività della Cappella Sistina, con le figure principali avanzate in primo piano, e il tema del portico centrale che conduce lo sguardo dello spettatore in lontananza, verso un sereno paesaggio lacustre. Il Bambino si trova disteso a terra tra san Giuseppe e la Madonna in adorazione, mentre dietro di lui si trovano alcuni pastori inginocchiati, i cui bastoni fanno convergere le linee di forza verso il bambinello. A sinistra si trova poi nello sfondo un altro gruppo di pastori con gregge, e a destra il bue e l'asinello. In alto, sotto le arcate, tre angeli cantano inni, come riportato nell'iscrizione in lettere dorate · GLORIA IN EXCELSIS DEO ·.
La scena presenta affinità con lo Stendardo della Santissima Trinità dipinto da Raffaello diciassettenne, in particolare nei tre angeli e nel paesaggio. Nelle figure principali è presente un ispessimento dei contorni e una resa dei volumi più plastica che hanno fatto pensare a un intervento del giovane aiuto di Perugino, divenuto poi uno dei più grandi maestri dell'arte italiana. Questa saldezza plastica manca ad esempio nell'Adorazione dei Magi di Città della Pieve, dipinta dal Perugino nel 1504.

### Eterno tra angeli sopra un gruppo con profeti e sibille

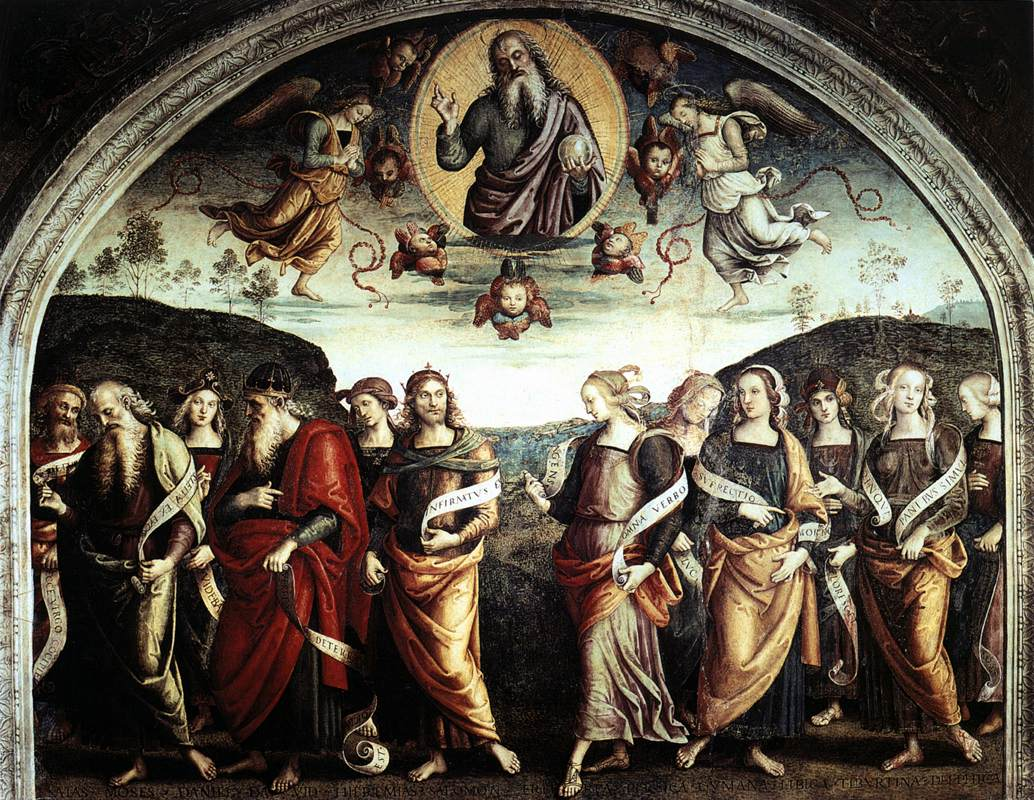
Eterno sopra profeti e sibille

La lunetta dell'Eterno tra angeli sopra un gruppo con profeti e sibille (229x370 cm), allegoria della Speranza, presenta lo schema delle altre due lunette delle Virtù teologali, con un registro inferiore di personaggi stanti e uno superiore, in questo caso occupato dall'eterno benedicente entro un nimbo luminoso, circondato da cherubini, serafini e due angeli svolazzanti, pure ripresi dal repertorio dell'artista. Il paesaggio, con le tipiche dolci colline umbre punteggiate da alberelli, senza luogo e senza tempo, scala verso il centro creando l'effetto di una vallata aperta che fa convergere l'occhio dello spettatore sul centro della rappresentazione. I profeti e le sibille sono divisi in due gruppi simmetrici e le iscrizioni alla base aiutano a riconoscere i personaggi, oltre ai cartigli che essi recano in mano con brani di profezie. Da sinistra si incontrano Isaia, Mosè, Daniele, Re Davide, Geremia e Salomone, poi le sibille Eritrea, Persica, Cumana, Libica, Tiburtina e Delfica.
Si tratta dell'unica lunetta in cui il disegno preparatorio fu riportato mediante incisione, piuttosto che lo spolvero, usato in tutte le altre scene. L'impaginazione compositiva, rispetto alle altre scene, è meno schematica e la stesura pittorica più fluida e scorrevole, forse per il ricorso a mani diverse o forse per una distanza temporale nella realizzazione. Fin dal XVII secolo si è anche ipotizzato la presenza del giovane Raffaello, anche se all'epoca il pittore di Urbino, giovanissimo allievo del Perugino, viveva una fase della sua arte di stretta osservanza del maestro.

### Prudenza e Giustizia sopra sei savi antichi

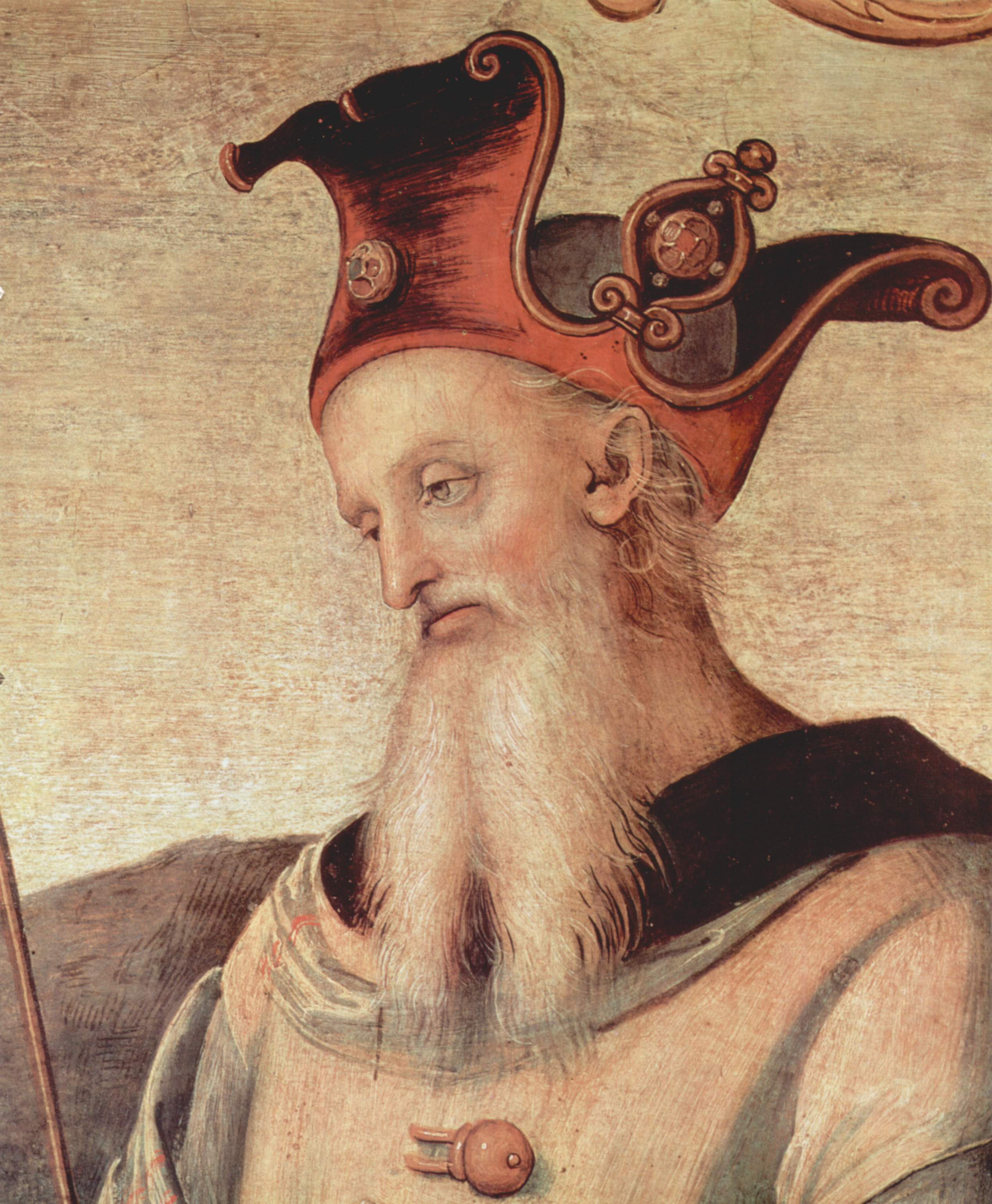
Pericle, dettaglio

Impostata simmetricamente è anche la lunetta con Prudenza e Giustizia sopra sei savi antichi (293x418 cm). Le due Virtù stanno sedute sopra nuvole, con i rispettivi attributi, affiancate ai lati da putti che reggono cartigli con iscrizioni. In basso si vedono, da sinistra, con i nomi iscritti in basso, Fabio Massimo, Socrate, Numa Pompilio, Camillo, Pittaco e Traiano.

### Fortezza e Temperanza sopra sei eroi antichi
La Fortezza e Temperanza sopra sei eroi antichi (291x400 cm) ha uno schema del tutto analogo al precedente. Spiccano i sei eroi per la ricchezza delle decorazioni delle armature e delle vesti, con cimieri e cappelli fastosamente elaborati. Essi sono, da sinistra, Lucio Sicinio Dentato, Leonida, Orazio Coclite, Publio Scipione, Pericle e Cincinnato.
Le due lunette dei Saggi e degli eroi segnano un vertice nel classicismo del pittore, raggiunto tramite un modellato morbido, una tavolozza brillante e ricca.

### L'Autoritratto

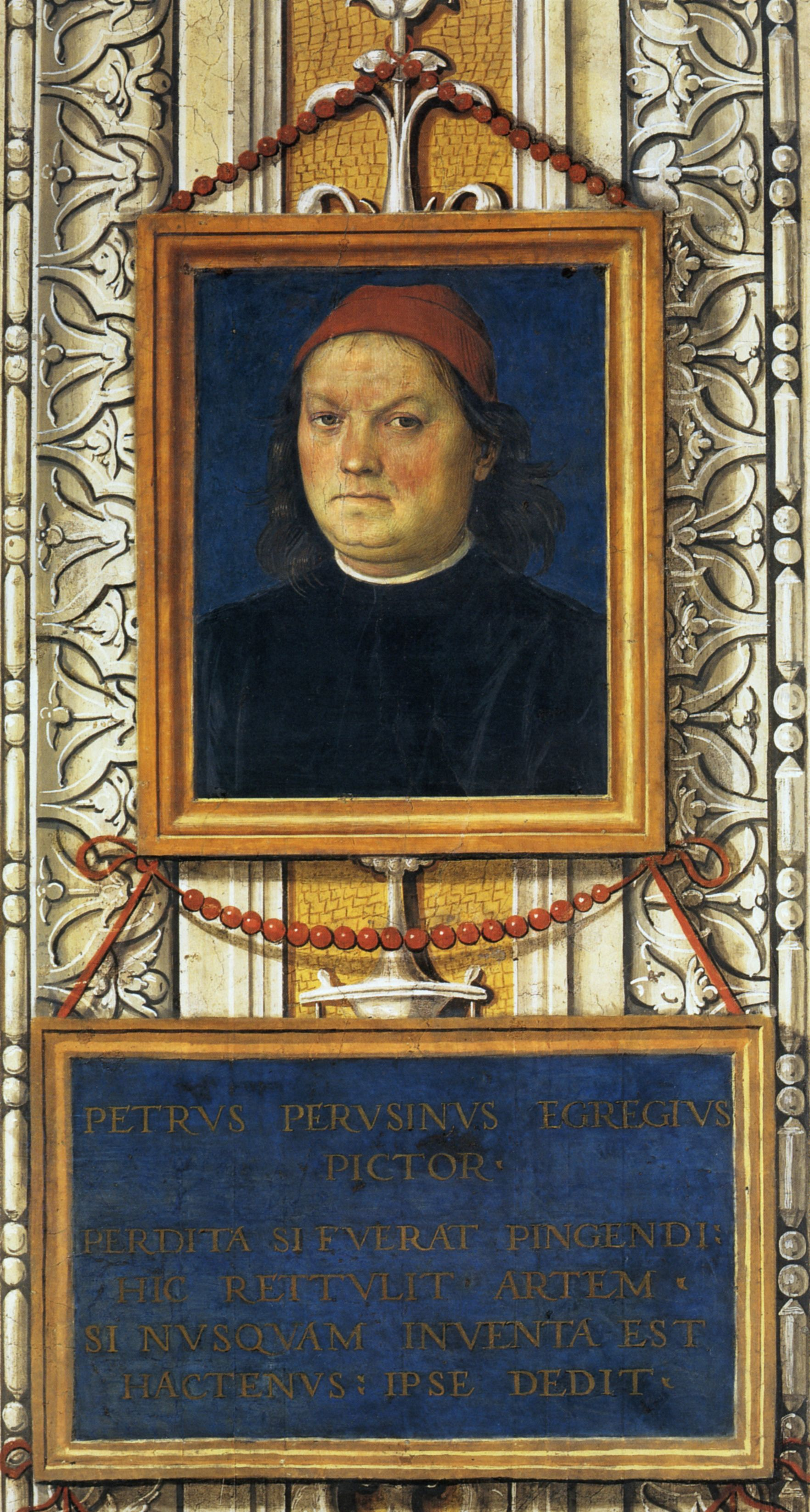
Autoritratto e dedica

Su un pilastro intermedio della parete sinistra si trova un quadro appeso tra nastri e collane di corallo, con effetto trompe-l'oeil. Vi si trova il celebre autoritratto del pittore (40x30,5 cm) e un'iscrizione che testimonia il compiacimento per la fama raggiunta: PETRUS PERUSINUS EGREGIUS / PICTOR / PERDITA SI FUERAT PINGENDI / HIC RETTULIT ARTEM / SI NUSQUAM INVENTA EST / HACTENUS IPSE DEDIT, cioè "Pietro perugino, pittore insigne. Se era stata smarrita l'arte della pittura, egli la ritrovò. Se non era ancora stata inventata egli la portò fino a questo punto." L'allusione è al dibattito allora molto in voga circa la superiorità degli antichi o dei moderni; siccome si conoscevano pochissime tracce di pittura antica, citata invece dalle fonti, il dilemma era se i pittori del Rinascimento fossero già riusciti a superare gli antichi o se essi si fossero già spinti oltre, facendo di meglio di quanto era mai stato prodotto.
I dettagli fisici e psicologici dell'autoritratto sono molto curati. La faccia è tondeggiante, con le guance arrossate, le labbra sottili, i capelli fluenti, il mento doppio e con fossetta.

## Stile
La decorazione del Collegio del Cambio fu sicuramente un capolavoro, dove i concetti letterari, umanistici e classici sono trasposti in immagini armoniche e pacate, ritmicamente alternate in un andamento che ricorda la composizione musicale. I colori sono brillanti ma sapientemente armonizzati, con l'uso anche di contrasti come l'arancio accostato al verde, il giallo col blu, il rosa ancora col verde. La tecnica mostra una pennellata che divide la luce in infiniti segmenti, che vibrano scomponendosi e ricomponendosi nell'effetto finale unitatrio. L'illuminazione teatrale e la prospettiva studiata suscitarono intense emozioni tra i contemporanei. L'altissimo livello qualitativo della pittura a affresco permette di rendere una miriade di dettagli di raffinatezza non minore a quelli ottenibili su tavola.
Il paesaggio è generalmente semplificato e le figure sono spesso semplicemente accostate (paratassi) creando schemi simmetrici. Le ombre sul terreno sono nitide e le pose dei personaggi spesso eleganti, quasi affettate.
Qui però sono evidenti anche i limiti dell'arte di Perugino: la reiterazione di schemi compositivi di repertorio e la difficoltà a rappresentare scene narrative dinamiche.